# 英屬科西嘉王国
英屬科西嘉王国 (英語：Anglo-Corsican Kingdom, 1794-1796)，是英國在法國大革命期間，於科西嘉島上建立的保護國。

## 背景和王国歷史
在法国大革命前，科西嘉島已經成為法国的一部分。1789年大革命爆發之後，在法國王政期間流亡的科西嘉愛國者帕斯夸莱·保利受国民制宪议会邀請，前往巴黎。在巴黎，帕斯夸莱受到制憲會議歡迎，獲得中尉军衔。
然而，保利最终在處死国王路易十六的問題上與大革命決裂，轉而支持保皇党。 被国民公会指控叛國的保利，在1793年於科尔泰召開大會（consulta），以總統的身份，宣布科西嘉脫離法國。 他尋求英国政府的保護，隨即与革命法国交戰。保利建议科西嘉王國可以像愛爾蘭王國一樣在不列顛君主下組成自治王國。 对于英国，這是確保一個地中海基地的機會。
1794年，英国派遣了由海军上将塞缪尔 · 胡德领导的艦隊前往科西嘉岛。在與保利合作的封鎖科西嘉島行動中，英國順利控制科西嘉岛。科西嘉成為喬治三世的保護國。
科西嘉王國宪法是一套民主憲法，由代表国王的总督(吉爾伯特·艾略特爵士)，民選的一院制议会，以及作为王国行政主體的內閣組成。卡洛·安德烈亚·波佐·迪博尔戈（Carlo Andrea Pozzo di Borgo）擔任內閣首長(民選政府首脑)，及后来的國務委員會主席。
保利政府和英国间的关系一直不夠明確，因而导致了许多权責问题; 特别是，艾略特爵士对英国君主制度的效忠和保利想保有科西嘉自主權的共和傾向之间的冲突。傳統首都科爾泰與位於海岸的巴斯提亞间也有明显的分歧。1795年初，艾略特爵士遷都巴斯提亞，而此地是法国人和科西嘉保皇黨的活動中心。
随着西班牙站在法国一边，英国人意识到他们在地中海的地位岌岌可危，便在1795年10月前撤出该岛。保利迫於情勢不得不加入英国人的撤退，流亡英國。
1796年10月19日，法国重新征服科西嘉岛。

## 英屬科西嘉王国的总督
- 吉尔伯特·艾略特爵士